# Lista de light novels de Sword Art Online

## Sword Art Online
| # | Título                                       | Exibição original       |
| --- | -------------------------------------------- | ----------------------- |
| 1 | "Sword Art Online 1: Aincrad"                | 10 de abril de 2009     |
| - Prólogo - Capítulos: 1-25 |                                              |                         |
| Sendo um dos jogadores mais sortudos do mundo, Kirito tem a chance de jogar Sword Art Online, o primeiro VRMMORPG do mundo, disponível apenas para 10.000 pessoas. Os jogadores mergulham no jogo e são capazes de viver uma vida totalmente diferente. No entanto, todos os 10.000 jogadores ficam presos nesse jogo, onde o fim do jogo significa morte, virtual e real. A única maneira de escapar vivo deste jogo é limpar todos os 100 andares do Aincrad, mas depois de ficar preso nesse mundo virtual por dois anos, ainda existem 26 andares para limpar, com apenas 6.000 jogadores restantes.    |                                              |                         |
| 2 | "Sword Art Online 2: Aincrad"                | 10 de agosto de 2009    |
| - Prólogo - O Espadachim Negro (くろの剣士) - Calor do Coração (こころの温度) - A Garota da Orvalho da Manhã (朝露の少女) - Rena de nariz vermelho (赤鼻のトナカイ) |                                              |                         |
| Uma coleção de quatro histórias curtas em torno de Kirito que acontecem quando os jogadores de Sword Art Online estão presos no jogo. |                                              |                         |
| 3 | "Sword Art Online 3: Fairy Dance"            | 10 de dezembro de 2009  |
| - Prólogo - Capítulos: 1-4 |                                              |                         |
| Kirito terminou o jogo Sword Art Online e voltou à realidade. No entanto, ele logo descobre que Asuna e outras 300 pessoas ainda estão presas no jogo. Kirito logo descobre que eles estão presos em um jogo chamado Alfheim Online e volta à realidade virtual para salvar Asuna. |                                              |                         |
| 4 | "Sword Art Online 4: Fairy Dance"            | 10 de abril de 2010     |
| - Prólogo - Capítulos: 5-9 |                                              |                         |
| Depois de frustrar a emboscada das Salamandras, Kirito e Leafa continuam em direção à Árvore do Mundo, mas acabam no submundo, Jötunheimr. Após uma série de experiências para os dois jogadores, eles logo chegam à base da Árvore do Mundo, Alne. Kirito imediatamente tenta voar na Árvore do Mundo e salvar Asuna. No entanto, antes de salvá-la, ele se depara com algumas descobertas surpreendentes. |                                              |                         |
| 5 | "Sword Art Online 5: Phantom Bullet"         | 10 de agosto de 2010    |
| - Prólogo - Capítulos: 1-7 |                                              |                         |
| Depois de salvar sua namorada, Kirito muda de jogo: A pedido de Kikuoka, um oficial do Departamento de Defesa Interna, ele mergulha em um jogo cheio de pólvora e armas de fogo. Com a ajuda de Sinon , um atirador de elite, ele investiga uma série de assassinatos cometidos pela misteriosa pistola da morte. |                                              |                         |
| 6 | "Sword Art Online 6: Phantom Bullet"         | 10 de dezembro de 2010  |
| - Prólogo - Capítulos: 7-16 |                                              |                         |
| Kirito entra no meio da ação participando da batalha PVP do Bullet Of Bullets. Enquanto isso, ele deduz que o oponente é membro da guilda vermelha (assassina) do velho jogo Sword Art Online, Laughing Coffin. |                                              |                         |
| 7 | "Sword Art Online 7: Mother's Rosario"       | 8 de abril de 2011      |
| - Prólogo - Capítulos: 1-12 |                                              |                         |
| Uma mudança de protagonistas. Esta light novel conta um side story situada entre os arcos Phantom Bullet e Alicization.Os personagens principais são Asuna e Yuuki, a "Absolute Sword". |                                              |                         |
| 8 | "Sword Art Online 8: Early And Late"         | 10 de agosto de 2011    |
| - Um Crime Dentro dos Muros (圏 内 事件) - Calibur (バ ー) - O Primeiro Dia (はじまり の ひ) |                                              |                         |
| Coletânea de três side stories, sendo duas situadas durante o arco Aincrad e uma situada entre o arco Phantom Bullet e a side story Mother's Rosario. |                                              |                         |
| 9 | "Sword Art Online 9: Alicization Beginning"  | 10 de fevereiro de 2012 |
| - Prólogo I (グロローグ I) - Prólogo II (グロローグ II) - Prólogo III (グロローグ III) - Interlúdio I (章章 I) - Capítulo 1: Submundo (アンダーワールド) |                                              |                         |
| 10 | "Sword Art Online 10: Alicization Running"   | 10 de julho de 2012     |
| - Capítulo 2: Projeto Alicization (プロジェクトアリシゼーション) - Capítulo 3: Torneio de Artes de Espadas Zakkaria (ザッカリア剣術大会) - Capítulo 4: Academia de Domínio da Espada (帝立修剣学院) - Interlúdio II (章章 II) |                                              |                         |
| Kirito acorda no meio de uma floresta sem lembranças de como ele veio aqui. Ele deduz que ele poderia ter mergulhado em ninguém menos que Submundo, um mundo virtual que ele havia mergulhado como parte de seu emprego de meio período, mas com as memórias de seu mergulho bloqueadas pelo empregador e é supostamente muito realista que combina até com o mundo real. Enquanto explorava a floresta, ele encontrou um garoto chamado Eugeo, que está realizando seu trabalho de cortar uma árvore gigante. O encontro casual entre os dois marca o início da aventura de Kirito neste mundo misterioso. |                                              |                         |
| 11 | "Sword Art Online 11: Alicization Turning"   | 10 de dezembro de 2012  |
| - Capítulo 5: Selo do Olho Direito (右眼の封印) - Interlúdio III (章章 III) - Capítulo 6: Os Prisioneiros e o Cavaleiro (囚人と騎士) |                                              |                         |
| 12 | "Sword Art Online 12: Alicization Rising"    | 10 de dezembro de 2012  |
| - Capítulo 7: Os Dois Supervisores (ありの管理者) - Capítulo 8: Catedral Central (セントラルカセドラル) |                                              |                         |
| 13 | "Sword Art Online 13: Alicization Dividing"  | 30 de agosto de 2013    |
| - Interlúdio IV (章章 IV) - Capítulo 9: Cavaleira da Integridade Alice (整合騎士アリス) - Capítulo 10: Comandante dos Cavaleiros da Integridade Bercouli (整合騎士長ベルルーリ) - Capítulo 11: O Segredo da Câmara dos Anciãos (元老院の秘密) |                                              |                         |
| 14 | "Sword Art Online 14: Alicization Uniting"   | 10 de abril de 2014     |
| - Capítulo 12: Administrador do Mais Alto Ministro (最高司祭アドミニストレータ) - Capítulo 13: A Batalha Decisiva (決戦) |                                              |                         |
| 15 | "Sword Art Online 15: Alicization Invading"  | 9 de agosto de 2014     |
| - Capítulo 14: Subtilizante (サトライザー) - Capítulo 15: No Território do Norte (いたの地にて) - Capítulo 16: Ataque às Tartarugas Oceânicas (オーシャンタートル襲撃) - Capítulo 17: Território Negro (ダークテリトリー) |                                              |                         |
| 16 | "Sword Art Online 16: Alicization Exploding" | 8 de agosto de 2015     |
| - Capítulo 18: A Guerra do Submundo (アンダーワールド対戦) - Capítulo 19: O Meio Radiante (光の御子) |                                              |                         |
| 17 | "Sword Art Online 17: Alicization Awakening" | 10 de abril de 2016     |
| - Capítulo 20: Cada Uma de Suas Batalhas (それぞれの戦い) - Capítulo 21: Despartar (覚醒) |                                              |                         |
| 18 | "Sword Art Online 18: Alicization Lasting"   | 10 de agosto de 2016    |
| - Capítulo 21: Despertar (Continuação) (覚醒(承前)) - Capítulo 22: A Batalha Decisiva (決戦) - Capítulo 23: Retorno (帰還) - Epílogo I (エピローグ I) - Prólogo III (グロローグ III) |                                              |                         |
| 19 | "Sword Art Online 19: Moon Cradle"           | 10 de fevereiro de 2017 |
| 20 | "Sword Art Online 20: Moon Cradle"           | 7 de setembro de 2017   |
| 21 | "Sword Art Online 21: Unital Ring I"         | 7 de dezembro de 2018   |
| - Prólogo - Capítulos: 1-9 |                                              |                         |
| 22 | "Sword Art Online 22: Kiss and Fly"          | 10 de outubro de 2019   |
| - O Dia Anterior (ザデイビフォア) - O Dia Seguinte (ザデイアフター) - Ponte do Arco-Íris (虹の橋) - Oração das Irmãs (姉の祈り) |                                              |                         |
| 23 | "Sword Art Online 23: Unital Ring II"        | 10 de dezembro de 2019  |
| - Capítulos: 1-10 |                                              |                         |
| 24 | "Sword Art Online 24: Unital Ring III"       | 9 de maio de 2020       |
| - Capítulos: 1-10 |                                              |                         |
| 25 | "Sword Art Online 25: Unital Ring IV"        | 10 de dezembro de 2020  |
| - Capítulos: 1-11 |                                              |                         |
| 26 | "Sword Art Online 26: Unital Ring V"         | 8 de outubro de 2021    |
| - Capítulos: 1-23 |                                              |                         |
| 27 | "Sword Art Online 27: Unital Ring VI"        | 7 de outubro de 2022    |
| - Capítulos: 1-15 |                                              |                         |
| 28 | "Sword Art Online 28: Unital Ring VII"       | 7 de junho de 2024      |
| - Capítulos: 1-12 |                                              |                         |

## Sword Art Online: Progressive
| # | Título                            | Exibição original       |
| --- | --------------------------------- | ----------------------- |
| 1 | "Sword Art Online: Progressive 1" | 10 de outubro de 2012   |
| - Ária de Uma Noite Sem Estrelas (星なき夜のアリア) - Intermissão - Razão Para os Bigodes (幕 間 - ヒ ゲ の 理由) - Rondo de uma Lâmina Frágil (儚き剣のロンド) |                                   |                         |
| 2 | "Sword Art Online: Progressive 2" | 10 de dezembro de 2013  |
| - Concerto de Preto e Branco (こくびゅくのコンチェル) |                                   |                         |
| 3 | "Sword Art Online: Progressive 3" | 10 de dezembro de 2014  |
| - Barcarolle de Espuma (氷のバルカルレ) |                                   |                         |
| 4 | "Sword Art Online: Progressive 4" | 10 de dezembro de 2015  |
| - Scherzo da Noite Profunda (倉木夜夜の助る荘) |                                   |                         |
| 5 | "Sword Art Online: Progressive 5" | 10 de fevereiro de 2018 |
| - Cânone da Regra de Ouro (ン律のカ ノン) |                                   |                         |
| 6 | "Sword Art Online: Progressive 6" | 10 de maio de 2018      |
| - Cânone da Regra de Ouro (ン律のカノン II) |                                   |                         |
| 7 | "Sword Art Online: Progressive 7" | 10 de março de 2021     |
| - Rapsódia de calor vermelho (赤き焦熱のラプソディ) |                                   |                         |
| 8 | "Sword Art Online: Progressive 8" | 10 de junho de 2021     |
| - Rapsódia de calor vermelho II (赤き焦熱のラプソディII) |                                   |                         |
| 9 | "Sword Art Online: Progressive 9" | 7 de março de 2025      |
| |                                   |                         |

## Sword Art Online Alternative: Gun Gale Online
| #                                                                                            | Título                                                                                                   | Exibição original       |
| -------------------------------------------------------------------------------------------- | --- | ----------------------- |
| 1                                                                                            | "Sword Art Online Alternative: Gun Gale Online I - Esquadrão Jam"                                        | 10 de dezembro de 2014  |
| - Prólogo - SECT.1 - A tristeza de Karen - SECT.2 - LLENN e Pitohui - SECT.3 - Esquadrão Jam | |                         |
| 2                                                                                            | "Sword Art Online Alternative: Gun Gale Online II - 2° Esquadrão Jam (Parte 1)"                          | 10 de março de 2015     |
| - Prólogo - SECT.1 - Festa do Chá dos Soldados                                               | |                         |
| 3                                                                                            | "Sword Art Online Alternative: Gun Gale Online III - 2° Esquadrão Jam (Parte 2)"                         | 10 de junho de 2015     |
| 4                                                                                            | "Sword Art Online Alternative: Gun Gale Online IV - Escolha dos Traidores do 3° Esquadrão Jam (Parte 1)" | 10 de março de 2016     |
| 5                                                                                            | "Sword Art Online Alternative: Gun Gale Online V - Escolha dos Traidores do 3° Esquadrão Jam (Parte 2)"  | 9 de julho de 2016      |
| 6                                                                                            | "Sword Art Online Alternative: Gun Gale Online VI - Um Dia de Verão"                                     | 10 de março de 2017     |
| 7                                                                                            | "Sword Art Online Alternative: Gun Gale Online VII - 4° Esquadrão Jam (Parte 1)"                         | 9 de julho de 2018      |
| 8                                                                                            | "Sword Art Online Alternative: Gun Gale Online VIII - 4° Esquadrão Jam (Parte 2)"                        | 10 de agosto de 2018    |
| 9                                                                                            | "Sword Art Online Alternative: Gun Gale Online IX - 4° Esquadrão Jam (Parte 3)"                          | 7 de dezembro de 2018   |
| 10                                                                                           | "Sword Art Online Alternative: Gun Gale Online X - Cinco pruebas"                                        | 10 de abril de 2020     |
| 11                                                                                           | "Sword Art Online Alternative: Gun Gale Online XI - 5° Esquadrão Jam (Parte 1)"                          | 10 de novembro de 2021  |
| 12                                                                                           | "Sword Art Online Alternative: Gun Gale Online XII - 5° Esquadrão Jam (Parte 2)"                         | 10 de fevereiro de 2022 |
| 13                                                                                           | "Sword Art Online Alternative: Gun Gale Online XIII - 5° Esquadrão Jam (Parte 3)"                        | 10 de março de 2023     |
| 14                                                                                           | "Sword Art Online Alternative: Gun Gale Online XIV - Convite do BB"                                      | 10 de outubro de 2024   |

## Sword Art Online Alternative: Clover's Regret
| # | Título                                            | Exibição original      |
| - | ------------------------------------------------- | ---------------------- |
| 1 | "Sword Art Online Alternative: Clover's Regret"   | 10 de novembro de 2016 |
| 2 | "Sword Art Online Alternative: Clover's Regret 2" | 10 de janeiro de 2018  |
| 3 | "Sword Art Online Alternative: Clover's Regret 3" | 10 de agosto de 2018   |

## Sword Art Online Alternative: Gourmet Seekers
| # | Título                                          | Exibição original      |
| - | ----------------------------------------------- | ---------------------- |
| 1 | "Sword Art Online Alternative: Gourmet Seekers" | 17 de novembro de 2023 |
| 2 | "Sword Art Online Alternative: Gourmet Seekers" | 17 de outubro de 2024  |

## Sword Art Online Alternative: Mystery Labyrinth
| # | Título                                            | Exibição original     |
| - | ------------------------------------------------- | --------------------- |
| 1 | "Sword Art Online Alternative: Mystery Labyrinth" | 8 de dezembro de 2023 |

## Antologias
| # | Título                                         | Exibição original      |
| - | ---------------------------------------------- | ---------------------- |
| 1 | "Sword Art Online IF Official Novel Anthology" | 10 de novembro de 2023 |